# Labrus

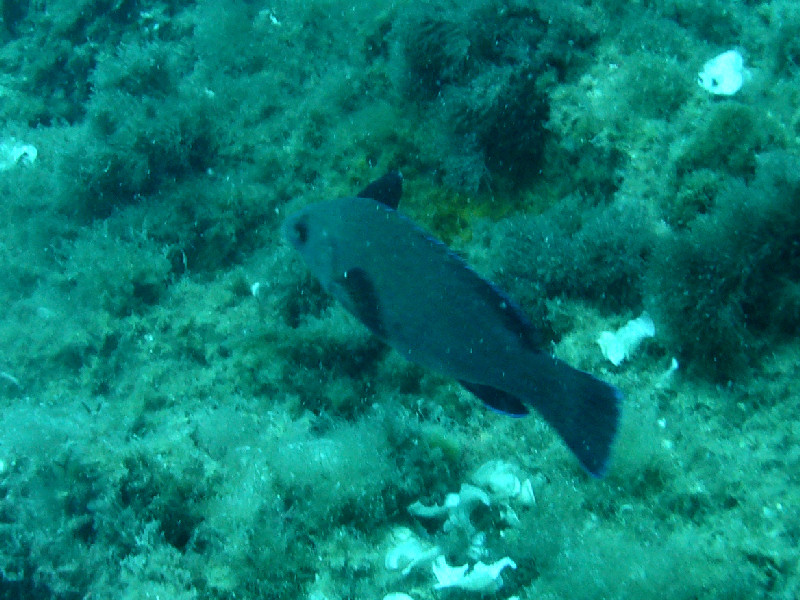
Labrus merula

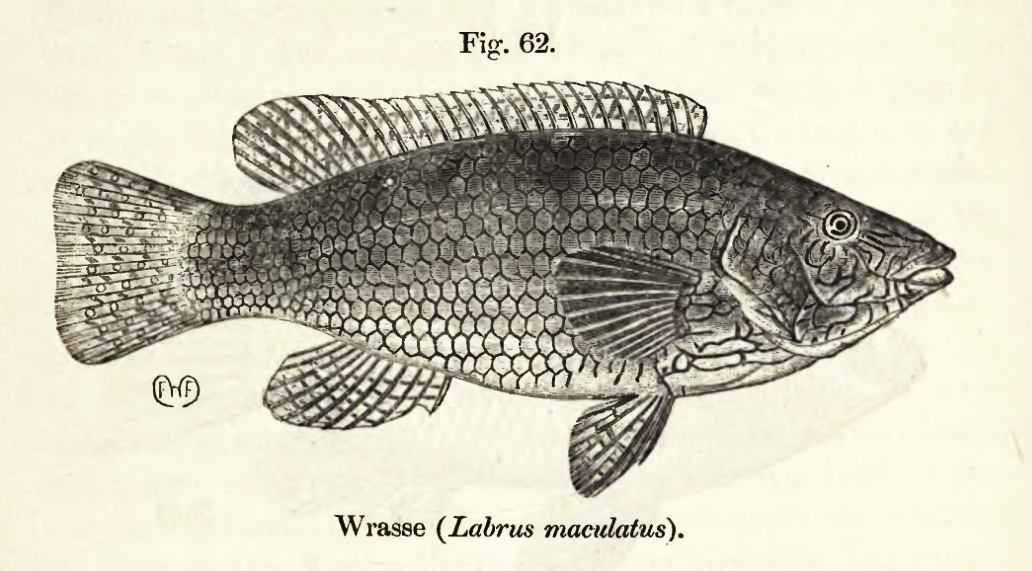
Labrus bergylta

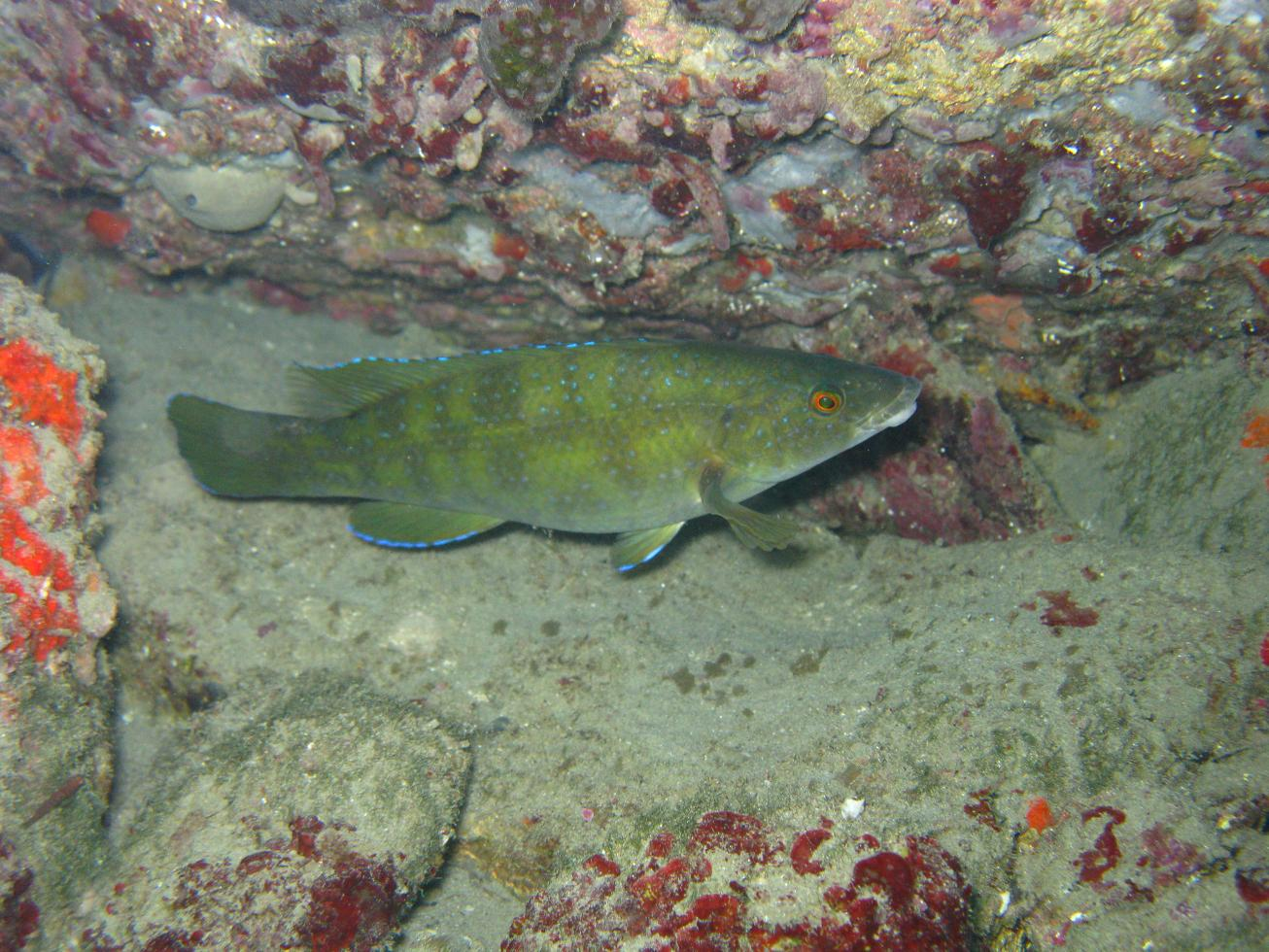
Labrus merula fotografiat a Ligúria (Itàlia).

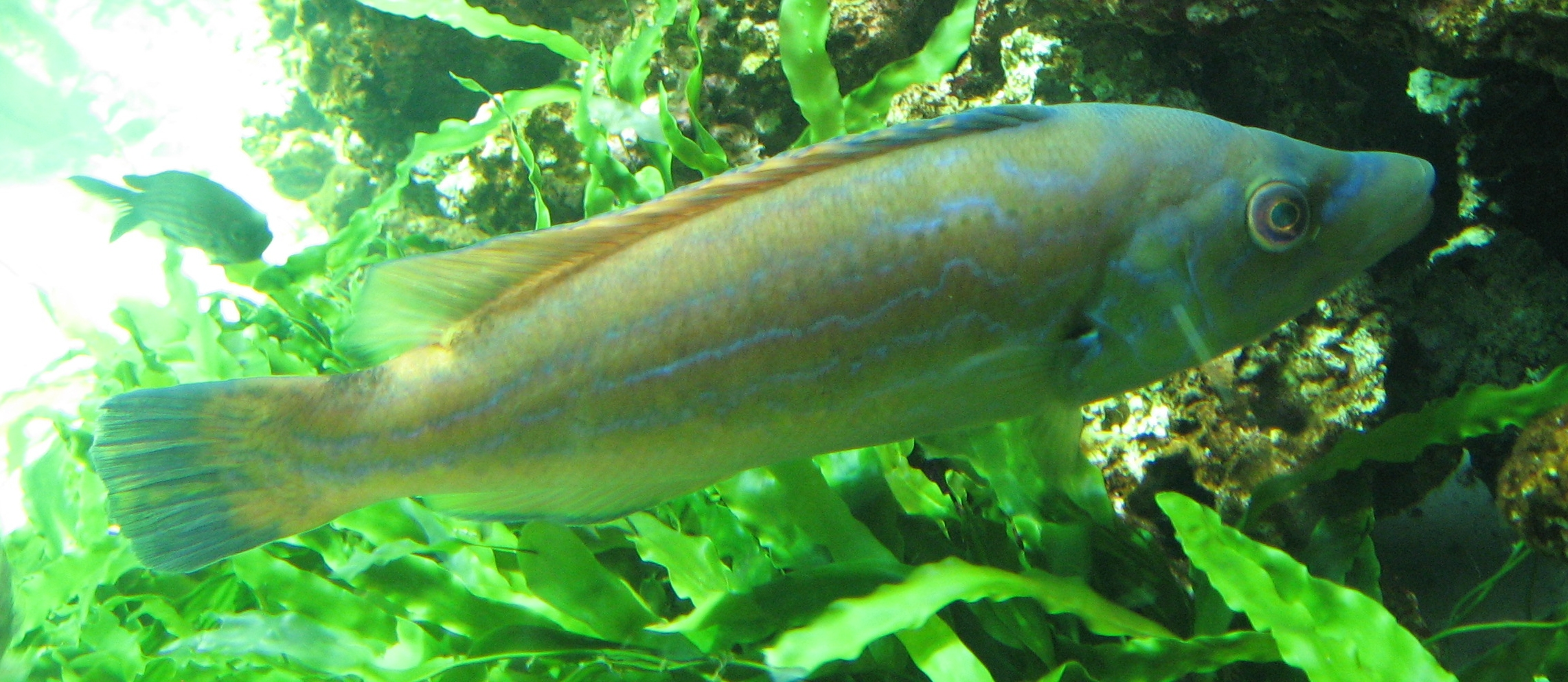
Labrus mixtus

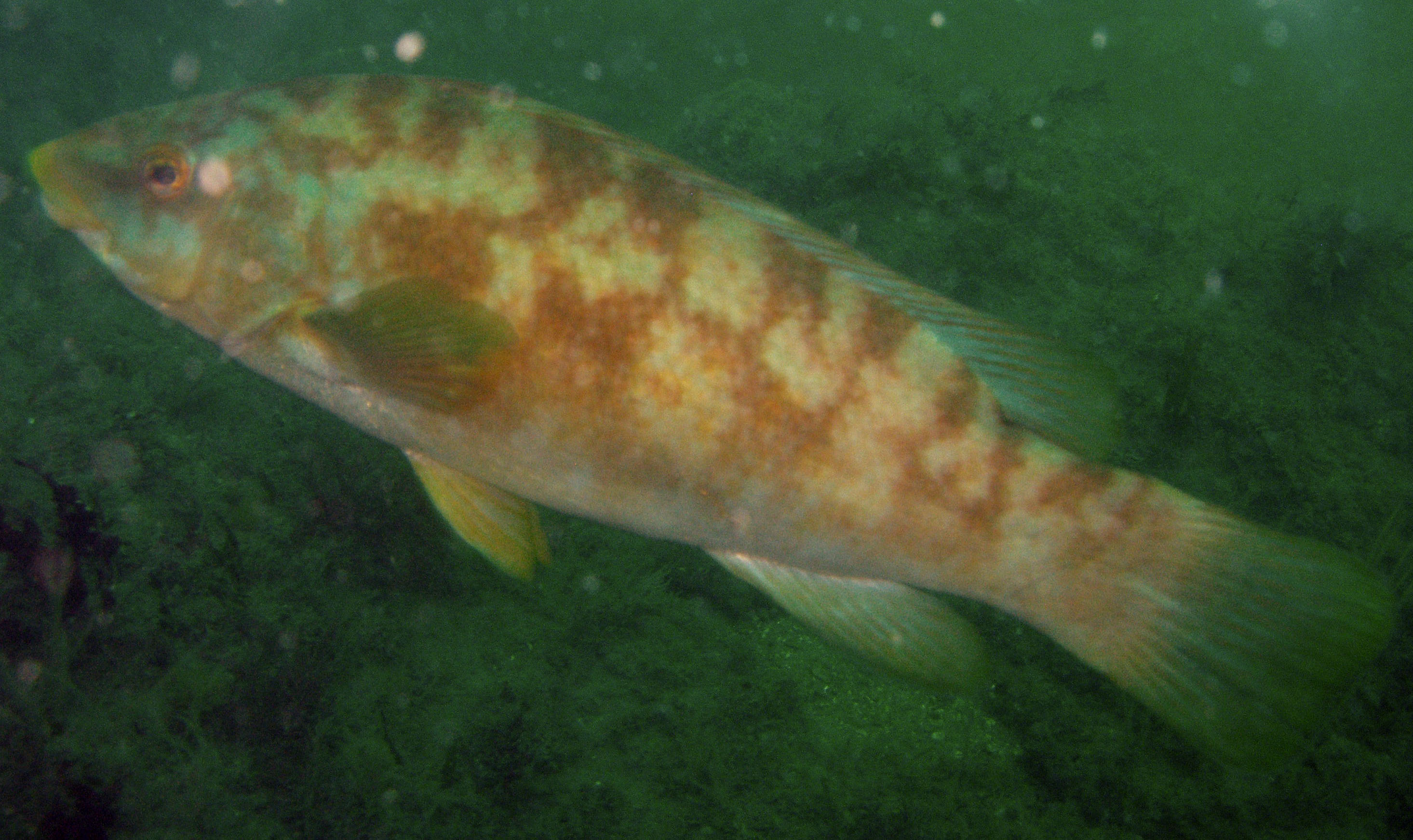
Labrus bergylta

Labrus és un gènere de peixos de la família dels làbrids i de l'ordre dels perciformes.

## Taxonomia
- Bestenaga (Labrus bergylta) (Ascanius, 1767)[1]
- Labrus crenulatus (Shaw, 1803)
- Labrus cynaedus (Linnaeus, 1758)
- Labrus dispar (Ekström a Ekström i Sundevall, 1836-1848)
- Labrus ephippium (Valenciennes a Cuvier i Valenciennes, 1839)
- Labrus gallinago (Curtiss, 1944)
- Labrus garzetto (Donndorff, 1798)
- Labrus lunarius (Solander a Cuvier i Valenciennes, 1839)
- Labrus marginalis (Linnaeus, 1758)
- Tord massot (Labrus merula) (Linnaeus, 1758)[2]
- Sanut (Labrus mixtus) (Linnaeus, 1758)[2]
- Labrus tearlachi (Curtiss, 1938)
- Labrus teatae (Curtiss, 1938)
- Labrus turduscaroli (Curtiss, 1938)
- Massot verd (Labrus viridis) (Linnaeus, 1758)[2][3][4][5][6][7][8][9][10]